# Nordiques de Québec
A Nordiques de Québec egy volt kanadai jégkorongcsapat, amely 1972 és 1979 között játszott a World Hockey Association-ben, majd a liga megszűnése után a National Hockey League-ben. A franchise pénzügyi problémák miatt 1995-ben Coloradóba költözött, és jelenleg Colorado Avalanche néven szerepel az NHL Nyugati főcsoportjában, a Központi divízióban.

## Szezonok

### WHA
| Szezon            | MSz | Gy  | V   | D  | P   | ÜGSz | KGSz | B    | Eredmény                | Rájátszás                                                                                     |
| 1972–1973         | 78  | 33  | 40  | 5  | 71  | 276  | 313  | 1354 | 5. a keleti divízióban  | nem jutott be                                                                                 |
| 1973–1974         | 78  | 38  | 36  | 4  | 80  | 306  | 280  | 909  | 5. a keleti divízióban  | nem jutott be                                                                                 |
| 1974–1975         | 78  | 46  | 32  | 0  | 92  | 331  | 299  | 1132 | 1. a kanadai divízióban | Negyeddöntőben nyert (Phoenix) Elődöntőben nyert (Minnesota) Döntőben vesztett (Houston)      |
| 1975–1976         | 81  | 50  | 27  | 4  | 104 | 371  | 316  | 1654 | 2. a kanadai divízióban | Negyeddöntőben vesztett (Calgary)                                                             |
| 1976–1977         | 81  | 47  | 31  | 3  | 97  | 353  | 295  | 1485 | 1. a keleti divízióban  | Negyeddöntőben nyert (New England) Elődöntőben nyert (Indianapolis) Döntőben nyert (Winnipeg) |
| 1977–1978         | 80  | 40  | 37  | 3  | 83  | 349  | 347  | 1185 | 4. a WHA-ban            | Negyeddöntőben nyert (Houston) Elődöntőben vesztett (New England)                             |
| 1978–1979         | 80  | 41  | 34  | 5  | 87  | 288  | 271  | 1399 | 2. a WHA-ban            | Elődöntőben vesztett (Winnipeg)                                                               |
| Összesített (WHA) | 556 | 295 | 237 | 24 | 614 | 2274 | 2121 | 9118 |                         |                                                                                               |

### NHL
| Szezon             | MSz  | Gy  | V   | D   | P    | ÜGSz | KGSz | B      | Eredmény                     | Rájátszás |
| 1979–1980          | 80   | 25  | 44  | 11  | 61   | 248  | 313  | 1062   | 5. az Adams-divízióban       | nem jutott be |
| 1980–1981          | 80   | 30  | 32  | 18  | 78   | 314  | 318  | 1524   | 4. az Adams-divízióban       | Első fordulóban vesztett (Philadelphia)                                                                                            |
| 1981–1982          | 80   | 33  | 31  | 16  | 82   | 356  | 345  | 1757   | 4. az Adams-divízióban       | Adams-divízió elődöntőben nyert (Montréal) Adams-divízió döntőben nyert (Boston) Wales-főcsoport döntőben vesztett (NY Islanders)  |
| 1982–1983          | 80   | 34  | 34  | 12  | 80   | 343  | 336  | 1648   | 4. az Adams-divízióban       | Adams-divízió elődöntőben vesztett (Boston)                                                                                        |
| 1983–1984          | 80   | 42  | 28  | 10  | 94   | 360  | 278  | 1600   | 3. az Adams-divízióban       | Adams-divízió elődöntőben nyert (Sabres) Adams-divízió döntőben vesztett (Montréal)                                                |
| 1984–1985          | 80   | 41  | 30  | 9   | 91   | 323  | 275  | 1643   | 2. az Adams-divízióban       | Adams-divízió elődöntőben nyert (Buffalo) Adams-divízió döntőben nyert (Montréal) Wales-főcsoport döntőben vesztett (Philadelphia) |
| 1985–1986          | 80   | 43  | 31  | 6   | 92   | 330  | 289  | 1847   | 1. az Adams-divízióban       | Adams-divízió elődöntőben vesztett (Hartford)                                                                                      |
| 1986–1987          | 80   | 31  | 39  | 10  | 72   | 267  | 276  | 1741   | 4. az Adams-divízióban       | Adams-divízió elődöntőben nyert (Hartford) Adams-divízió döntőben vesztett (Montréal)                                              |
| 1987–1988          | 80   | 32  | 43  | 5   | 69   | 271  | 306  | 2042   | 5. az Adams-divízióban       | nem jutott be |
| 1988–1989          | 80   | 27  | 46  | 7   | 61   | 269  | 342  | 2004   | 5. az Adams-divízióban       | nem jutott be |
| 1989–1990          | 80   | 12  | 61  | 7   | 31   | 240  | 407  | 2104   | 5. az Adams-divízióban       | nem jutott be |
| 1990–1991          | 80   | 16  | 50  | 14  | 46   | 236  | 354  | 1741   | 5. az Adams-divízióban       | nem jutott be |
| 1991–1992          | 80   | 20  | 48  | 12  | 52   | 255  | 318  | 2044   | 5. az Adams-divízióban       | nem jutott be |
| 1992–1993          | 84   | 47  | 27  | 10  | 104  | 351  | 300  | 1846   | 2. az Adams-divízióban       | Adams-divízió elődöntőben vesztett (Montréal)                                                                                      |
| 1993–1994          | 84   | 34  | 42  | 8   | 76   | 277  | 292  | 1625   | 5. az északkeleti divízióban | nem jutott be |
| 1994–1995          | 48   | 30  | 13  | 5   | 65   | 185  | 134  | 770    | 1. az északkeleti divízióban | Keleti főcsoport negyeddöntőben vesztett (NY Rangers)                                                                              |
| Összesített (NHL)  | 1256 | 497 | 599 | 160 | 1154 | 4625 | 4883 | 26 998 |                              | |
| Összesített (mind) | 1812 | 792 | 836 | 184 | 1768 | 6899 | 7004 | 36 116 |                              | |

## Jelentősebb játékosok

### Csapatkapitányok
Beleértve a WHA-beli kapitányokat is
- Jean-Guy Gendron, 1972–1974
- Michel Parizeau, 1974–1976
- Marc Tardif, 1976–1981
- Robbie Ftorek, 1981
- André Dupont, 1981–1982
- nem volt kapitány, 1982–1983
- Mario Marois, 1983–1985
- Peter Šťastný, 1985–1990
- Steven Finn és Joe Sakic, 1990–1991
- Mike Hough, 1991–1992
- Joe Sakic, 1992–1995

### Első körben draftolt játékosok
Csak az NHL-ben draftolt játékosok
- 1979: Michel Goulet (20. helyen)
- 1980: nem draftolt
- 1981: Randy Moller (11. helyen)
- 1982: David Shaw (13. helyen)
- 1983: nem draftolt
- 1984: Trevor Stienburg (15. helyen)
- 1985: David Latta (15. helyen)
- 1986: Ken McRae (18. helyen)

- 1987: Bryan Fogarty (9. helyen) és Joe Sakic (15. helyen)
- 1988: Curtis Leschyshyn (3. helyen) és Daniel Doré (5. helyen)
- 1989: Mats Sundin (1. helyen)
- 1990: Owen Nolan (1. helyen)
- 1991: Eric Lindros (1. helyen)
- 1992: Todd Warriner (4. helyen)
- 1993: Jocelyn Thibault (10. helyen) és Adam Deadmarsh (14. helyen)
- 1994: Wade Belak (12. helyen) és Jeff Kealty (22. helyen)

### A Hírességek Csarnokának tagjai
- Michel Goulet, 1979 és 1990 között játszott a csapatban, 1998-ban került be a Hírességek Csarnokába.
- Guy Lafleur, 1989 és 1991 között játszott a csapatban, 1988-ban került be a Hírességek Csarnokába.
- Jacques Plante, 1973 és 1974 között volt edző, 1978-ban került be a Hírességek Csarnokába.
- Peter Šťastný, 1980 és 1990 között játszott a csapatban, 1998-ban került be a Hírességek Csarnokába.
- Maurice Richard, 1972 és 1973 között volt edző, 1961-ben került be a Hírességek Csarnokába.

### Visszavonultatott mezszámok
- 3 - J. C. Tremblay, hátvéd, 1972–1979
- 8 - Marc Tardif, balszárny, 1974–1983
- 16 - Michel Goulet, center, 1979–1990
- 26 - Peter Šťastný, center, 1980-1990

A csapat Coloradóba költözése óta ismét használatban vannak ezek a számok; jelenleg Peter fia, Paul Stastny, hordja a 26-os számot.